# عبد السلام أمين
عبد السلام أمين (٣ ديسمبر 1936 - 11 فبراير 2001) هو كاتب أغاني وشاعر غنائي مصري، ويعد من أهم وأشهر الكتاب والشعراء في مصر والعالم العربي.[بحاجة لمصدر] اشتهر بتأليف العديد من الأغاني الشهيرة بالإضافة إلى تأليفه لفوازير رمضان لثلاثة عشر عامًا والتي قام ببطولتها نيللي وشيريهان وعشرات النجوم، كما ألف العديد من المسلسلات التاريخية والاسلامية كما ألّف أيضًا أعمالًا إذاعية.

## حياته
ولد عبد السلام أمين عام 1936 بمحافظة كفر الشيخ في مصر لعائلة فنية، فأخوه الملحن حلمي أمين ونقيب الموسيقين سابقا وابن عمه الموسيقار محمد الموجي وزوج شقيقته الكبري.[بحاجة لمصدر] أتم حفظ القرآن وعمره سبع سنوات وتلقي دراسته بالأزهر الشريف[بحاجة لمصدر] وحصل علي ليسانس الاداب من جامعة عين شمس عام 1962 ودبلوم الدراسات العليا في الأدب العربي عام 1965. بدأ الكتابة وهو لايزال في مرحلة الدراسة فكتب لإذاعة الأسكندرية التي قدمت له العديد من الأعمال الدرامية والغنائية أشهرها مسلسل «سعد اليتيم» ومن الأسكندرية إتجه إلي القاهرة عام 1958 فقدم أشهر الأغاني العاطفية والوطنية لكبار المطربين والمطربات مثل وردة الجزائرية وميادة الحناوي وياسمين الخيام وصباح وشادية ووليد توفيق ومحمد رشدي وعبد اللطيف التلباني ومحمد العزبي وأصالة، بالإضافة إلى العديد من المطربين.
كما كتب العديد من الأدعية والقصائد الدينية والتي أنشدها الشيخ سيد النقشبندي والتي تذاع بإستمرار في شهر رمضان وفي كل المناسبات الدينية. وقدم لمسرح الأطفال عدد من الأوبريتات الغنائية مثل: السنباد والأمير، حمادة ونانا، شهرزاد، توتة وسمسم. والعديد من الأغاني التي غنتها ليلي نظمي وكتب أيضا أغاني مسلسل الأطفال الشهير أجمل الزهور والتي قدمته نجوي إبراهيم. كتب أغنيات العديد من المسرحيات من بينها: جحا يحكم المدينة، العالمة باشا، روحية إتخطفت، عطية الإرهابية. ولحن له أشهر الملحنين منهم محمد الموجي وسيد مكاوي وحلمي بكر ورفيق مشوارة وعمار الشريعي وغيرهم
كتب العديد من أشهر المسلسلات الاذاعية مثل أولو العزم من الرسل، الخلفاء الراشدين، الأوائل في الإسلام، نساء شهيرات. ويعد من أهم الكتاب والشعراء في مصر والعالم العربي فهو كتب الأغاني للعديد من المسلسلات مثل برج الاأكابر، الطاحونة، لسة بحلم بيوم، البراري والحامول وغيرهم. وكتب للتليفزيون أشهر المسلسلات الدينية والتاريخية التي قدمها بإسلوبه البسيط الذي إشتهر به في كتاباته والذي تميز به عن غيره من الكتاب في هذا الوقت ومن هذه الأعمال: عمر بن عبد العزيز، هارون الرشيد، الزهرة والسيف، تحت ظلال السيوف، ذو النون المصري، أبي فراس الحمداني. قام بتمثيل أعماله العديد من الممثلين مثل نور الشريف، ليلي طاهر، عبلة كامل، مديحة حمدي، جمال إسماعيل، حسين فهمي، خالد النبوي وغيرهم كثيرين. كتب فوازير رمضان لمدة 13 عاما من أشهرها فوازير شيريهان ونيللي والتي أخرجها المخرج المبدع فهمي عبد الحميد. كما قام بكتابة الأوبريتات الوطنية أشهرها مصر البنائين، الفلاح الفصيح، الجندي المجهول، ابن البلد والذي شارك فيها الكثير من المطربين من مصر والعالم العربي مثل علي الحجار، لطيفة، وردة، نبيل شعيل، عبد الله الرويشد وغيرهم. حصل علي العديد من الجوائز وشهادات التقدير كما حصل علي درع الإعلام والجائزة الذهبية من مهرجان الإذاعة والتليفزيون عام 1996.

## أعماله

### أعماله الاذاعية
- مسلسل الأوائل في الإسلام عن الرواد السابقين في الإسلام.
- مجموعة مسلسلات الخلفاء الراشدين.وهي عن الخلفاء أبو بكر الصديق وعمر بن الخطاب عثمان ابن عفان على بن ابى طالب
- امام التابعين سعيد بن المسيب.
- الشعراء والحب عن أشهر الشعراء العرب في الجاهلية والإسلام.
- الحنفاء - عن أشهر الشخصيات العربية من الموحدين قبل الإسلام.
- سلسلة أولو العزم من الرسل مجموعة من المسلسلات الاذاعية (نوح - إبراهيم - موسي عيسي - محمد صلي الله عليه وسلم).

### أعماله في مجال التاريخ الإسلامي التليفزيوني
- مسلسل عمر بن عبد العزيز.
- مسلسل هارون الرشيد.
- مسلسل تحت ظلال السيوف.
- مسلسل ذو النون المصري.
- مسلسل الزهرة والسيف.
- مسلسل فارس السيف والقلم.
- مسلسل قاهر الروم.
- مسلسل آخر المماليك.
- مسلسل صدق وعده «يتناول الأحوال في مكة في صدر الإسلام وأبان بعثة المصطفى عليه أفضل الصلوات وأتم التسليم»

قام ببطولة تلك الأعمال أشهر فنانى مصر والوطن العربي نور الشريف - حسين فهمى - محمود ياسين - محمود عبد العليم- عبلة كامل - احمد عبد العزيز سيد زيان - رشوان توفيق وغيرهم 
بخلاف العديد من الأعمال التليفزيونية الاخري من أشهرها فوازير رمضان 
التي اخرجها المخرج فهمي عبد الحميد وقمت ببطولتها نيللي وشيريهان وليلى علوى صابرين ويحيى الفخراني وهالة فؤاد وعبد العزيز مخيون وشيرين
- كما كتب احتفالات مصر بنصر أكتوبر لسنوات عديدة التي غنى فيها معظم نجوم الوطن العربي على الحجار - محمد ثروت -لطيفة -انغام -وردة -محمد العزبى - حسن الاسمر وغيرهم
- واحتفالات ميلاد الرسول صلي الله عليه وسلم باسم الليالي المحمدية غنى فيها أشهر نجوم الغناء منهم ياسمين الخيام ومحمد ثروت وغيرهم.
- ألف العديد من مسرحيات الأطفال وكذلك العديد من اغانى المسرحيات مثل مسرحية سحلب بطولة حسين فهمى - وروحية اتخطفت- بطولة فؤاد المهندس والعالمة باشا لسهير البابلى وغيرها
- حصل علي العديد من الجوائز وكرمته الدولة في العديد من المناسبات وعدد من الدول الاجنبية منها إيطاليا وحصل منها علي وسام الاستحقاق من طبقة فارس وحصل علي جائزة نجيب محفوظ وهي اعلي جائزة تمنحها الدولة في السيناريو والاداب.

له العديد من دواوين الشعر منها همسات الصبا -موال لست الصبايا- فلاح في أوروبا -أكتب لمين - مداح النبي - جحا في المدينة.

## حياته الخاصة
تزوج الفنان الراحل من السيدة صفية المعداوي وله اربع أبناء؛ غادة، وهي مذيعة بالقناة الثانية بالتليفزيون المصري، ومحمد، والذي يعمل مستشارًا بالنيابة العامة ومتزوج من السيدة شيرين المعداوي، ومايسة، وتعمل مخرجة وزوجة المهندس هيثم الحلواني، وإلهام التي تعمل كاتبة سيناريو ومتزوجة من الطبيب حسام عفيفي. وله سبعة أحفاد؛ عمر ونور الدين وسلمي ويوسف وسيف وفاتيما ولي لي.[بحاجة لمصدر]

## وفاته
توفي عبد السلام أمين يوم 11 فبراير 2001.